# Irma Boom
Irma Boom (Lochem, Güeldres, 15 de diciembre de 1960) es una diseñadora gráfica, tipógrafa e ilustradora neerlandesa, especialista en la confección de libros de artista, elaborados con materiales, formatos o diseños a menudo muy inusuales. Ha impartido numerosos cursos y conferencias relativos a su labor profesional. En 2001 ganó el Premio Gutenberg de Leipzig en reconocimiento al conjunto de su carrera.
Se formó en la AKI de Enschede. Su primer interés fue la pintura, pero pronto se apasionó por el diseño de libros, hasta el extremo de que, ya graduada de sus estudios, buscó un empleo en la imprenta del Estado en para aprender las técnicas de encuadernación. Permaneció en ese trabajo, en La Haya, durante cinco años.
En 1991 fundó la empresa Irma Boom Office, con la que canalizó sus trabajos comerciales y artísticos y con la que ha alcanzado gran repercusión internacional.
A partir de 1993 ha diseñado numerosos sellos postales para TNT Post (el servicio de correos de los Países Bajos).
Su obra más ambiciosa y conocida es el libro SHV Think Book 1996-1896. Trabajó durante cinco años en el diseño y edición de este libro de 2136 páginas encargado por SHV Holdings de Utrecht para celebrar el primer centenario de la fundación de la empresa que da nombre al grupo, Steenkolen Handels-Vereenigin. El libro se publicó en inglés y chino y es una de las publicaciones de Boom que forman parte de las colecciones del  MoMA de Nueva York.
Irma Boom fue una de las signatarias del manifiesto Lo primero es lo primero, texto reivindicativo promovido por la fundación Adbusters, dado a conocer en el año 2000 e inspirado en el manifiesto homónimo de 1964.